# Video Card Arcade
Video Card Arcade is een computerspel dat werd uitgebracht door CDS Software. Het spel kwam in 1988 uit voor de Amstrad CPC, Commodore 64 en de ZX Spectrum. Het spel is een Engelstalig kaartspel. Er kunnen drie soorten kaartspelen gespeeld worden, namelijk: Poker Royal, Twenty One en High Low.

## Platforms
| Platform     | Jaar |
| ------------ | ---- |
| Amstrad CPC  | 1988 |
| Commodore 64 | 1988 |
| ZX Spectrum  | 1988 |